# タトラT5
タトラT5は、かつてチェコスロバキア（現：チェコ）のプラハに存在したČKDタトラが製造した路面電車車両（タトラカー）。従来の車両から設計方針、車体や機器など様々な要素の変更が行われ、以降の車両にも継承される新技術を多数導入した形式である。

## 概要
チェコスロバキア（現：チェコ）の首都・プラハに工場を有していたČKDタトラは、1947年にアメリカ合衆国のTRC社とライセンス契約を結び、同社が技術を有していた高性能路面電車・PCCカーと同等の機構を持つ路面電車車両・タトラカーの展開を開始した。特に3世代目のタトラT3はチェコスロバキアに加えソビエト連邦、東ドイツ、ユーゴスラビア、ルーマニアなど東側諸国へ向けて1万両以上が製造された。
このT3や発展形となる車両の大量生産が続く一方、スミーホフ工場ではT3に代わる新たな標準型路面電車車両の模索が行われていた。1967年以降その動きは本格化し、1972年に以下の革新的な要素を有する新型電車・T5A5（8000）の試作が行われた。
- 設計方針の変更 - 従来のタトラカーはチェコスロバキア向けの車両を基に各国への導入が行われていたが、車両限界が狭い東ドイツ各地の路線や終端にループ線が無く片運転台の電車では運用に支障が出る系統など、タトラカーが走る都市にはチェコスロバキアと異なる様々な条件が存在した。そこでT5は設計方針を改め、1つの標準仕様を基に車体寸法、運転台や乗降扉の数など各都市の事情に対応した車種を展開する事となった。そのため、従来の車両と比べ形式が細分化されている[9][5]。

- 車体デザインの変更 - 従来のタトラカーは前面が流線形である丸みを帯びた車体形状を有していたが、T5は前述した設計方針の変更に伴い、生産の容易さを向上させるため、大型化した窓を持つ直線的なデザインへの変更が行われた。最初に製造されたT5A5（8000）はそれまでタトラカーの車体デザインを手掛けていたインダストリアルデザイナーのフランティシェク・カルダウス（チェコ語版）がデザインを担当したが、強度不足や設計の容易さへの難が指摘され、T5B6の製造にあたりイワン・リンハート（Ivan Linhart）によって改良が実施された。それ以降開発が行われたタトラカーの新形式の多くに、この改良された車体形状が採用されている[9][10]。

- 制御装置の変更 -従来のタトラカーは、その技術の元となったPCCカーに導入されていた、「加速器」（アクセラレータ）とも呼ばれる多段式抵抗制御方式の制御装置が継続して用いられていた。一方、1970年代には半導体技術の進歩により、抵抗制御から消費電力が大幅に削減され、保守の簡素化も実現可能なサイリスタチョッパ制御方式が各国の鉄道車両で採用されていた。T5についても、最初の車両となるT5A5（8000）は製造当初は従来の抵抗制御を用いていたが、1976年にサイリスタチョッパ制御を用いたTV1形制御装置への換装が実施されている[3][9][10][11]。

T5A5（8000）の製造以降、タトラ国営会社スミーホフ工場はソビエト連邦向けのT5B6、ハンガリー向けのT5C5の開発を実施したが、量産されたのはT5C5のみであり、それ以外の形式は費用の高騰や制御装置開発の難航、顧客である東側諸国各都市からの拒否など様々な理由から試作車のみの製造に終わった。これらの車両で導入された新技術や新要素は1980年代以降、T5の発展形となるT6や連接車のKT8D5へ活かされる事となった。

## 車種

### T5A5
チェコスロバキア向けに開発された車両。形式名の「A5」は「台車中心間距離6,700 mm・片方向型（A）、車幅2,500 mm（5）」を意味する。1970年代と1980年代に車体や機器が異なる2両が製造された。
- 8000 - 1972年に製造された、T5系列最初の車両。フランティシェク・カルダウスがデザインを担当した車体の側面にはコルゲート加工が施されていた。前述の通り製造当初の制御装置はT3と同型の多段式抵抗制御方式であったが、これはサイリスタチョッパ制御を用いた制御装置の開発の遅れによるもので、1974年から1976年の間にモスト・リトヴィーノフ市電で行われた試験を兼ねた営業運転の終了後、TV1形サイリスタチョッパ制御装置への換装が行われた。これら電気機器の試験が終了した後は主電動機を外し東ドイツ向けのタトラT6A2の付随車（B6A2）の開発に向けての試験に用いられ、1985年に廃車後は解体された[2][3]。
- 0013 - タトラT3の後継車両開発のため、1981年に製造された車両。8000とは異なり、ブダペスト向けのT5C5を基にした片運転台式の車体を有していた。製造後はプラハ市電で各種試験に用いられ、1984年には総括制御への対応工事を受け、翌1985年には郊外の高速運転向けの台車への交換が行われた。また制御装置も製造当初はTV3形を用いたが、1986年に発展型となるTV4形に交換され、同時に集電装置がシングルアーム式パンタグラフとなった。1998年にタトラRT8D5[注釈 1]の試作車との衝突実験に用いられたため、2020年現在現存しない[2][3][13]。

### T5B6

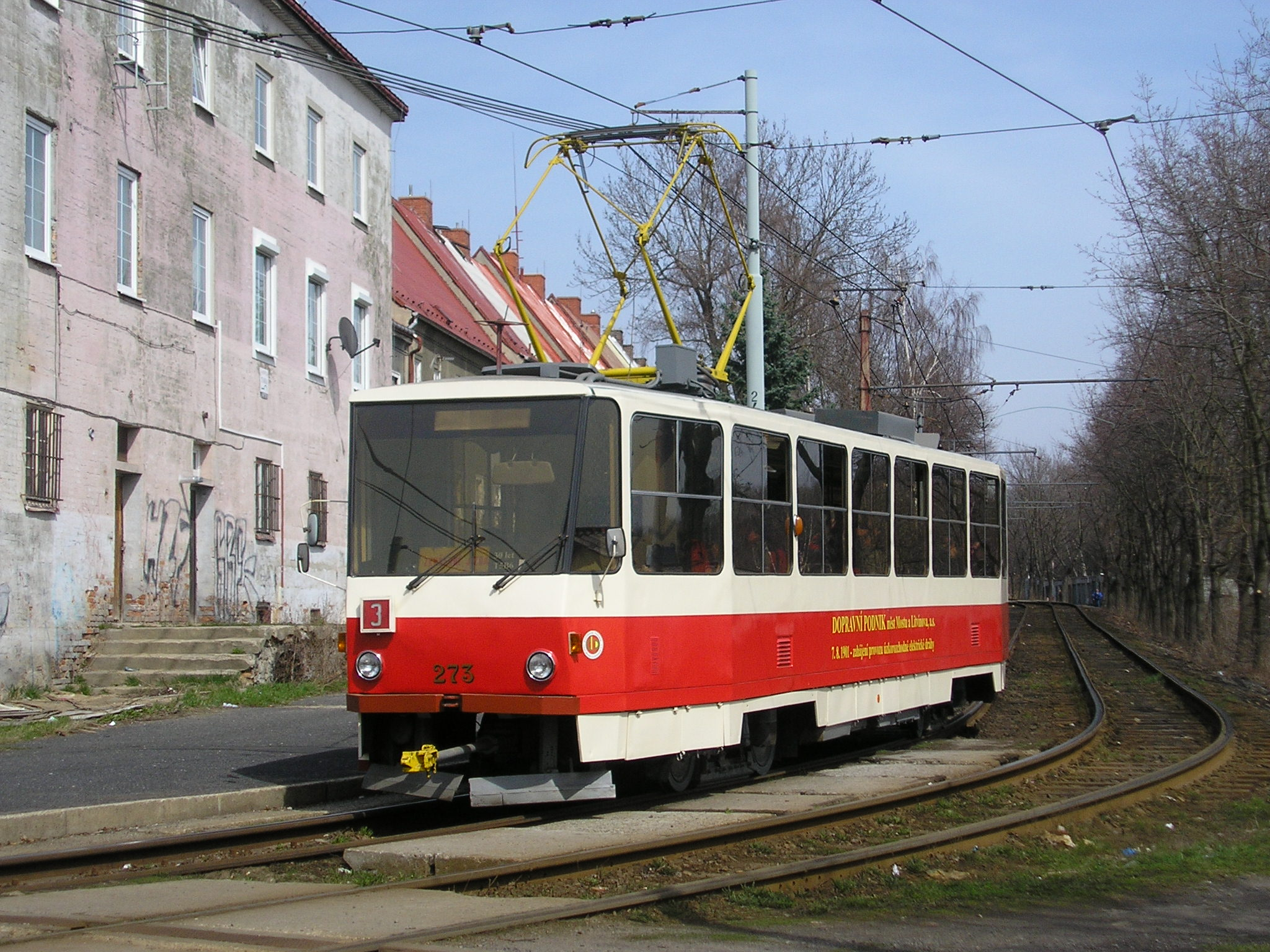
T5B6（モスト・リトヴィーノフ市電）

車両限界が広いソビエト連邦向けに開発された車両。形式名の「B6」は「台車中心間距離7,500 mm・片方向型（B）、車幅2,600 mm（6）」を示し、制御装置にはTV1形を改良したTV2形（サイリスタチョッパ制御）が用いられた。
1976年に2両（8009、8010）が試作され、各地で行われた試験運転で良好な成績が得られたものの、購入費用が嵩む事からソ連は従来の安価なT3SUの導入の継続を決定し、T5B6の量産は行われなかった。その後は2両ともチェコスロバキア（現：チェコ）のモスト・リトヴィーノフ市電で1990年まで使用され、2020年現在も1両が歴史的な車両として動態保存されている。

### T5C5

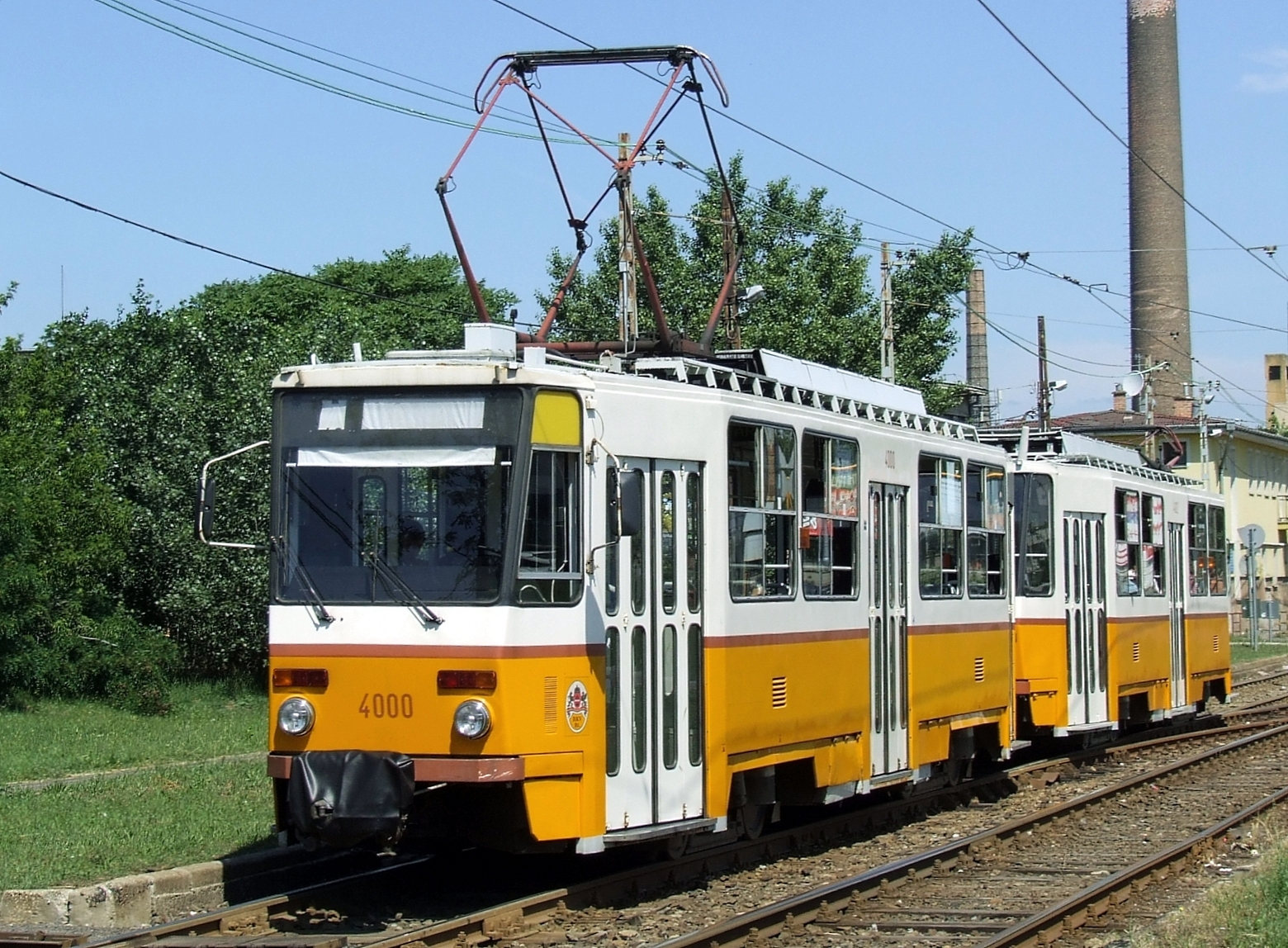
T5C5（ブダペスト市電）

それまでハンガリーの各都市へ路面電車車両を供給していたガンツ-マーバグの生産力低下に伴い、ブダペスト市電に導入された車両。片運転台の車両を背中合わせに繋いだ2両編成以上での運用を前提にしているため、乗降扉は車体両側に設置されており、形式名の「C5」も「台車中心間距離6,700 mm・両方向型（C）、車幅2,500 mm（5）」と言う意味である。T5系列の中で唯一量産が行われ、1978年から1984年まで322両が製造された。